# Henry Hill
Henry Hill (né le 11 juin 1943, et mort le 12 juin 2012,) est un gangster américain associé à la Famille Lucchese, l'une des cinq familles de Cosa nostra aux États-Unis, sous le commandement de Paul Vario. Il est, par la suite, devenu un informateur pour le FBI.
Sa vie a été immortalisée dans le livre Wiseguy du journaliste Nicholas Pileggi, paru en 1985, adapté au cinéma en 1990 dans le film Les Affranchis de Martin Scorsese, avec Ray Liotta pour interprète.

## Biographie

### Enfance
Henry Hill naît d'une mère sicilienne, Carmela Hill et d'un père irlandais, Henry Hill Sr. Son ascendance irlandaise l'empêchait d'être un affranchi de Cosa nostra. Peu discipliné et préférant traîner dans les rues de son quartier plutôt que sur les bancs de l'école, c'est très tôt qu'il commence par faire de petits boulots pour la pègre locale.
Alors âgé de douze ans, Henry Hill, qui deviendra le protégé de Vario, fut témoin de la violence de « Paulie ». Ce jour-là, Vario gara sa voiture devant un bar, sortit une batte de baseball du coffre de sa voiture, et tabassa sévèrement le barman, qui se retrouva avec la clavicule cassée. Selon les rumeurs, le barman avait eu une aventure avec la femme de Vario.
Parmi les associés de Paul Vario, il y avait le gangster irlando-américain James Burke et Thomas DeSimone. Vario possédait sa propre compagnie de taxis dans la rue où Henry Hill avait grandi. Vario prit Hill sous son aile quand le garçon eut douze à treize ans. Vario fut ravi quand il sut que la mère de Henry Hill venait de la même région de Sicile que lui. Henry effectuait des petites missions pour Vario, agissant un peu en tant qu'homme à tout faire. Les années passèrent, et c'est Vario qui lança Henry Hill dans la vie criminelle, indiquant à tous ses associés que celui-ci était son neveu. Si Henry Hill avait été italien à 100 % (son père était irlandais), Paulie se serait battu pour qu'il soit nommé membre de la Famille Lucchese.

### Vie criminelle
Henry Hill travaillait sous les ordres du capo Paul Vario. En 1967, Hill organise le casse d'un vol d'Air France ; il est alors âgé de 23 ans (Hill vola près de 420 000 $ contenus dans un avion Air France à l'aéroport John F. Kennedy au terminal de New York, en subtilisant la clé du coffre à un garde qui l'avait confiée aux soins d'une prostituée).
En 1970, Hill est condamné à 6 ans d'incarcération pour avoir agressé Gaspar Ciacco, un joueur qui devait une somme importante à des amis syndicalistes de Burke. En prison, il s'engagea dans le trafic de stupéfiants. Il est libéré en 1978 et placé en liberté conditionnelle en même temps que Burke.
Toujours la même année, il est l'un des auteurs du casse de la compagnie aérienne Lufthansa orchestrée par James Burke pour un montant de 5 millions de dollars en espèces et de 785 000 dollars de bijoux.
À sa sortie, Vario prévint Hill qu'il devait stopper tout trafic de drogue sous peine de se faire éliminer. Les peines encourues était considérées par Vario comme trop importantes et il était tentant pour les coupables de collaborer avec les autorités pour voir leurs peines s'alléger. Mais Hill préférant se remplir les poches, se mit à vendre de la cocaïne, de l'héroïne et de la marijuana en grosse quantité. Pour cela il s'associa avec Burke, DeSimone et Paul Mazzei. 
Hill est arrêté le 1er mai 1980, à 37 ans, pour trafic de stupéfiants. Relâché, il est de nouveau arrêté cette fois-ci en tant que témoin dans l'affaire du vol de la Lufthansa.

### Informateur pour le gouvernement
Henry Hill était convaincu que ses anciens associés allaient le tuer. Vario parce qu'il avait enfreint les règles et Burke parce qu'il ne voulait pas que Hill témoigne contre lui. Il devint de fait un informateur pour le gouvernement fédéral. Son témoignage mena à l'arrestation de 50 personnes, dont Paul Vario, qui mourut en 1988 et James Burke, qui mourut en 1996. Il change régulièrement d'adresses.
En 1987, il est expulsé du programme de protection des témoins pour trafic de stupéfiants. Sa dernière adresse connue était à Topanga en Californie, sous sa véritable identité.

### Wiseguy
En 1985, Henry Hill se confie au journaliste Nicholas Pileggi, qui tire un livre autobiographique sur sa vie, Wiseguy: Life in a Mafia Family, livre qui devient un best-seller. Le réalisateur Martin Scorsese s'en inspire pour réaliser le film Les Affranchis, sorti en 1990.
Par la suite, Hill, passionné de cuisine, a lui-même écrit un livre de recettes. Il crée un site internet, sur lequel il vend des souvenirs et prodigue des conseils issus de son « expérience ».
Il a affirmé n'avoir jamais tué personne mais ajoute : « J'étais présent quand des gens se sont fait tuer. J'ai creusé beaucoup de trous. » Ainsi, il a publié le livre au titre de Les Meilleures Façons de cacher un cadavre ; en numéro un, le « sac de chaux vive » ; pour cela, il faut enterrer le corps à au moins 1,20 m sous terre, le recouvrir de chaux pour dissoudre rapidement les restes et pour camoufler la puanteur.

### Décès
Henry Hill meurt d'un arrêt cardiaque le 12 juin 2012 à Los Angeles, des suites d'un cancer des poumons causé par son tabagisme.

### Activités
Henry Hill était impliqué entre autres dans l'usure, le jeu, les paris, la revente de drogue et le loto clandestins, le racket des syndicats, le détournement des marchandises à l'aéroport JFK et le braquage de camions de marchandises.

### Vie privée
En 1965, Henry Hill épouse sa première femme, Karen Friedman et a deux enfants, Gregg et Gina. Ils se séparent puis divorcent en 2002. Hill se remarie avec Kelly Alor, avec qui il a des enfants puis divorce à nouveau. Au moment de sa mort, il était fiancé à Lisa Caserta.